# 前317年
| 千纪： | 前1千纪 |
| 世纪： | 前5世纪 \| 前4世纪 \| 前3世纪 |
| 年代： | 前340年代 \| 前330年代 \| 前320年代 \| 前310年代 \| 前300年代 \| 前290年代 \| 前280年代                                                                                |
| 年份： | 前322年 \| 前321年 \| 前320年 \| 前319年 \| 前318年 \| 前317年 \| 前316年 \| 前315年 \| 前314年 \| 前313年 \| 前312年                                                  |
| 纪年： | 周慎靚王四年 魯平公六年 齊宣王三年 趙武靈王九年 魏襄王二年 韓宣惠王十六年 秦惠文王八年 楚懷王十二年 宋康王十二年 衛嗣君十八年 燕王噲四年 越王無彊二十六年 中山王十一年 |

## 大事记
- 秦敗韓於脩魚，斬首八萬級。
- 齊國以三晉都被秦國打敗，在觀澤之戰擊敗趙國、魏國
- 張儀說魏襄王曰：「梁地方不至千里，卒不過三十萬，地四平，無名山大川之限，卒戍楚、韓、齊、趙之境，寧亭、障者不下十萬，梁之地勢固戰場也。夫諸侯之約從，盟洹水之上，結為兄弟以相堅也。今親兄弟同父母，尚有爭錢財相殺傷，而欲恃反覆蘇秦之餘謀，其不可成亦明矣。大王不事秦，秦下兵攻河外，據卷衍、酸棗，劫衛，取陽晉，則趙不南，趙不南而梁不北，梁不北則從道絕，從道絕則大王之國欲毋危，不可得也。故願大王審定計議，且賜骸骨。」魏王乃倍從約，而因儀以請成於秦。張儀歸，復相秦。
- 魯景公薨，子魯平公旅立。
- 安提帕特的長子卡山德將原亞歷山大帝國攝政波利伯孔驅趕出馬其頓，帶同亞歷山大四世及其母親羅克珊娜逃亡到伊庇魯斯，與亞歷山大大帝的母親奧林匹亞絲聯軍，一起攻回馬其頓，處死馬其頓帝國腓力三世與王后歐律狄刻。
- 歐邁尼斯與安提柯之間爆發帕萊塔西奈戰役，未分出勝負，雙方的衝突延續到伽比埃奈戰役，歐邁尼斯最終在被自己的銀盾兵部隊出賣而被殺，使安提柯無可質疑地控制著亞歷山大帝國在全亞洲的領土。

## 逝世
- 蘇秦，戰國時代的縱橫家。
- 腓力三世，馬其頓王國國王，腓力二世與拉里薩的菲莉涅所生的兒子、亞歷山大大帝同父異母的哥哥。
- 歐律狄刻，馬其頓帝國腓力三世的王后。